# Eobuthus
Eobuthidae
Famille
Genre
Eobuthus, unique représentant de la famille des Eobuthidae, est un genre fossile de scorpions.

## Distribution
Les espèces de ce genre ont été découvertes en Tchéquie et au Royaume-Uni. Elles datent du Carbonifère.

## Liste des espèces
Selon World Spider Catalog 20.5 :
- † Eobuthus cordai Kjellesvig-Waering, 1986
- † Eobuthus holti Pocock, 1911
- † Eobuthus rakovnicensis Frič, 1904

## Publications originales
- Frič, 1904 : Palaeozoische Arachniden. A Frič, Prague, p. 1-85 (de).
- Kjellesvig-Waering, 1986 : « A restudy of the fossil Scorpionida of the world. » Palaeontographica Americana, vol. 55, p. 5-287.